# Spoorlijn Dorsten - Hervest-Dorsten
De spoorlijn Dorsten - Hervest-Dorsten was een Duitse spoorlijn en was als spoorlijn 15 onder beheer van DB Netze.

## Geschiedenis
Het traject werd door de Rheinische Eisenbahn-Gesellschaft geopend op 1 juli 1879 als verbindingsboog tussen de spoorlijn Haltern - Büderich en de spoorlijn Bottrop Nord - Quakenbrück. Na het opblazen van de Lippebrug in 1945 door de Wehrmacht is de verbinding in 1953 heropend met een meer noordelijk gelegen aansluiting aan de lijn Bottrop Nord - Quakenbrück. In 1972 is de lijn gesloten en opgebroken.

## Aansluitingen
In de volgende plaatsen is of was er een aansluiting op de volgende spoorlijnen:
Dorsten
DB 2236, spoorlijn tussen Zutphen en Gelsenkirchen-Bismarck
DB 2273, spoorlijn tussen Bottrop Nord en Quakenbrück
Hervest-Dorsten
DB 2002, spoorlijn tussen Haltern en Büderich